# Igor Skułkow
Igor Pietrowicz Skułkow (ros. Игорь Петрович Скулков, ur. 25 czerwca 1913 w Krasnojarsku, zm. 22 lipca 1971 w Kostromie) – radziecki polityk, I sekretarz Komitetów Obwodowych KPZR w Uljanowsku (1952-1958) i Kostromie (1965-1971), I sekretarz Udmurckiego Komitetu Obwodowego KPZR (1959-1963).
Od 1932 w WKP(b), 1934 kursant Wyższej Szkoły Wojskowo-Morskiej, 1934-1935 instruktor Komitetu Miejskiego Komsomołu w Nowosybirsku, 1935-1937 w Armii Czerwonej, 1937-1938 sekretarz komitetu WKP(b) kombinatu "Bolszewik" w Nowosybirsku, 1938-1939 kierownik wydziału rejonowego komitetu WKP(b) w Nowosybirsku, 1939-1941 słuchacz Wyższej Szkoły Partyjnej przy KC WKP(b), 1941-1942 instruktor Zarządu Propagandy i Agitacji KC WKP(b). Od 1942 szef Wydziału Politycznego 22 Dywizji Piechoty, później 65 Brygady Artyleryjskiej, od kwietnia 1945 do 1947 sekretarz, a 1947-1951 II sekretarz Ałtajskiego Krajowego Komitetu WKP(b). Od 1951 inspektor Wydziału Organów Partyjnych, Związkowych i Komsomolskich KC WKP(b), w 1952 kierownik tego wydziału. Od 28 kwietnia 1952 do 10 stycznia 1958 I sekretarz Komitetu Obwodowego WKP(b)/KPZR w Uljanowsku, od 14 października 1952 do śmierci zastępca członka KC KPZR. Od 10 stycznia 1958 do 17 września 1959 przewodniczący Komisji Kontroli Radzieckiej Rady Ministrów Rosyjskiej FSRR, od 23 lipca 1959 do 20 grudnia 1963 I sekretarz Udmurckiego Komitetu Obwodowego KPZR, 1964-1965 inspektor KC KPZR. Od 13 grudnia 1965 do śmierci I sekretarz Komitetu Obwodowego KPZR w Kostromie. Deputowany do Rady Najwyższej ZSRR od 3 do 8 kadencji.

## Odznaczenia
- Order Lenina
- Order Czerwonego Sztandaru Pracy (dwukrotnie)
- Order Wojny Ojczyźnianej II klasy
- Order Czerwonej Gwiazdy